# 水西站 (广州地铁)
水西站是广州地铁7號線和21號線的一座换乘车站，位于中国广东省广州市黄埔区水西路香雪三路口以東、盈翠公園以北的地底，于2019年12月20日随21号线剩余段开通而启用，2023年12月28日随着7号线二期开通而成为换乘站。
本站21号线與水西停車場接軌。

## 车站結構

### 車站樓層
本站共有三層。地面为车站各出入口，周边為水西路、香雪三路，盈翠公園、有轨电车地铁水西站和黄埔区公租保障房项目小区（萝岗和苑）及邻近建筑。地下一層為站廳，地下二層為21號線月台，地下三層為7號線月台。
| 地下一层 | 站廳                       | 售票機、客服中心、警務室、安檢設施              |  |  |
| 地下二层 |                            | █21号线 越行路轨（暂未使用）                    |  |  |
|          | 4 站台                     | █21号线 天河公园方向（下站：苏元）              |  |  |
|          | 岛式站台（卫生间、母婴室） |                                                 |  |  |
|          | 3 站台                     | █21号线 增城广场方向（下站：长平 / 快车：镇龙） |  |  |
|          |                            | █21号线 越行路轨（暂未使用）                    |  |  |
|          | 换乘平台                   | 来往 █7号线 █21号线 两线站台                    |  |  |
| 地下三层 | 2 站台                     | █7号线 美的大道方向（下站：蘿崗）               |  |  |
|          | 岛式站台（卫生间、母婴室） |                                                 |  |  |
|          | 1 站台                     | █7号线 燕山方向（下站：燕山）                   |  |  |

### 站厅
水西站站厅設有售票機、自动售卡/充值机、客務中心；同时设有自动售卖机。
为方便行人进出及换乘，水西站站厅21号线区域中央部分、7号线区域东侧部分被划分为收费区，站厅收费区內与各自线路之间均设有多组扶手电梯、楼梯及专用电梯供乘客前往月台层。

### 月台以及换乘

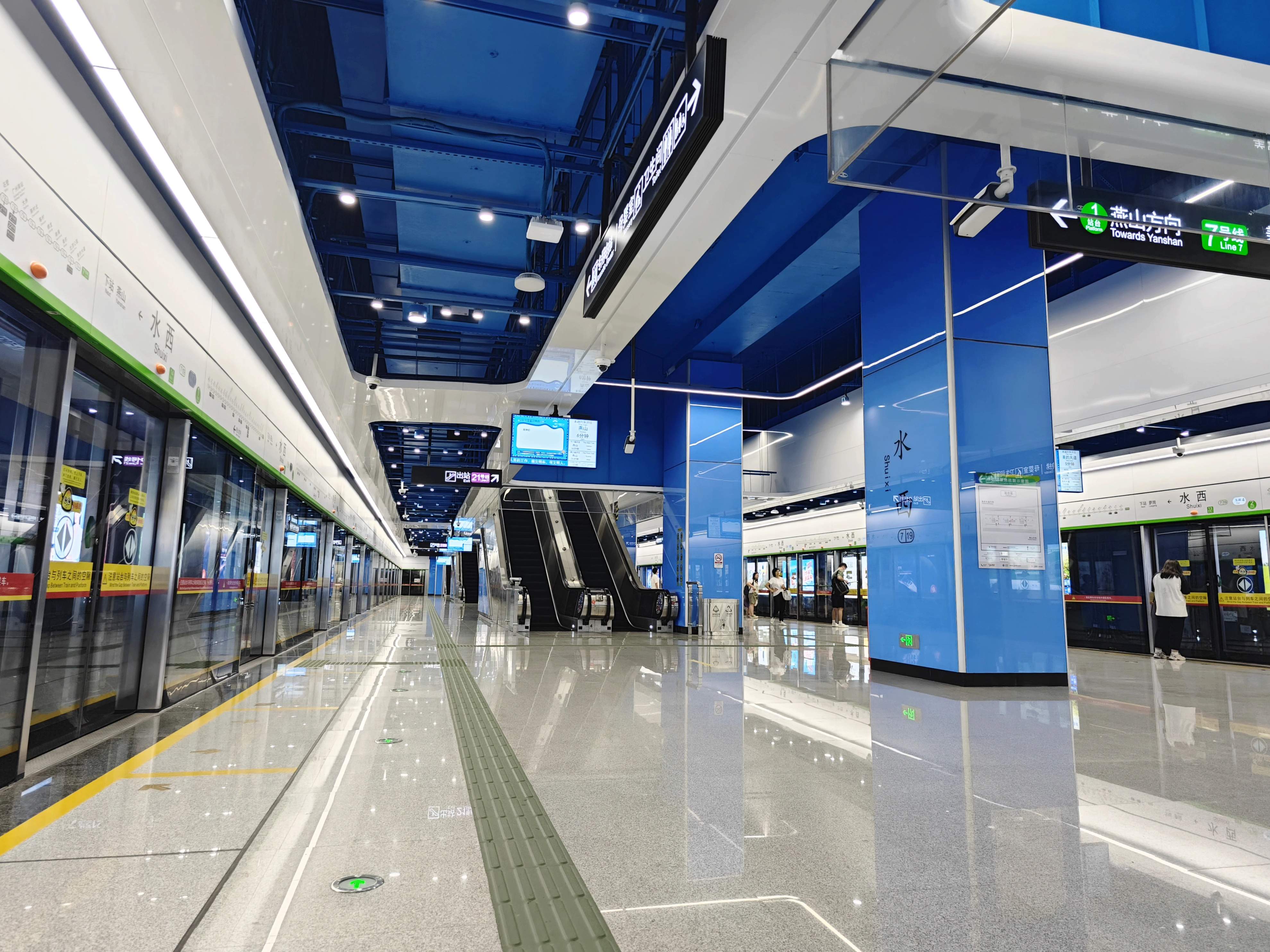
7号线1站台

本站7號線和21號線各自設有一個島式月台，其中7号线在下，21号线在上。7号线月台位于萝岗和苑中间道路的地底，21号线月台则设于水西路的地底。7号线二期开通前夕物料更新时，21号线原有的站台编号变更为3、4号，原1、2号的编号让与7号线使用，以符合广州地铁的站台编号规则。
换乘方面，兩線站台通過夹层的換乘平台，分别连接7號綫月台南端及21號綫月台中央，供乘客换乘于两线。另外亦可繞經站廳进行换乘。
本站两条线路的月台均设有卫生间及母婴室，其中7号线设于往燕山方向的一端，21号线设于月台往天河公园方向的一端。
本站21號線在设计时作為该線快慢車越行站，月台層設有四條路軌。內側兩條路軌供普通車停靠供乘客上下車使用；外側兩條路軌則專供快車使用，在本站越過普通車，沒有設置任何上下車設施。同時內側和外側路軌之間以牆壁分隔，乘客在月台上並不會看見快車越過本站的情景，直到2023年8月29日，21号线快车开始停靠本站，从而令外侧的两条路轨则只会在特殊情况下才会使用。此外，內側兩條路軌在車站北端除了各自设有渡线供列车进出站使用外，路軌之间亦设有一組交叉渡線，用於折返小交路列車；同时內側路軌亦往北延伸進入水西停車場，作為出入段線。而部分小交路班次列車会在3號月台清客完成後便退出服務以返回水西停車場。

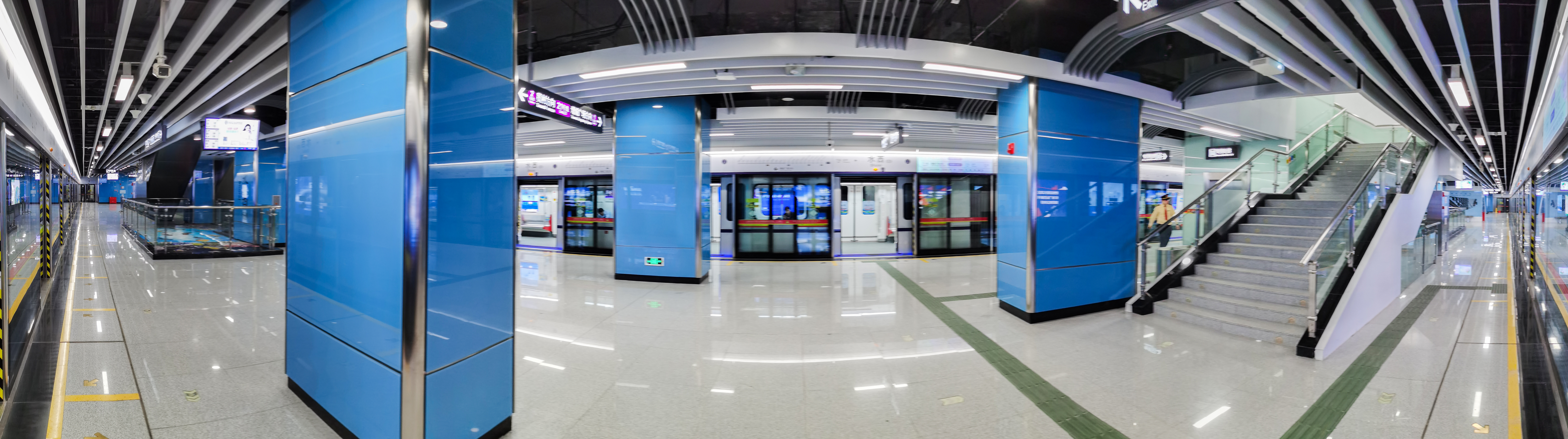
2号站台全景图

### 出入口
水西站目前设有6個出入口供乘客进出。
開通初期仅在水西路南侧设有A、B兩個出入口，而位于水西路北侧的D出入口於2022年5月31日開通，7号线车站启用后，本站新增C、E、F三个出入口，其中C、F出入口另外配备连通地面的升降机，以完善车站的无障碍设施。
|                                           |                                                       |      |          |                                                    |
|                                           |                                                       |      |          |                                                    |
| 編號                                      | 设施                                                  | 照片 | 出口指示 | 建議前往的目的地                                   |
| A                                         | 盲道标志 · 扶手电梯标志                               |      | 水西路   | 香雪三路、盈翠公园、创业公园、水西公交车站（东行） |
| B                                         | 盲道标志 · 扶手电梯标志                               |      | 水西路   | 黄埔有轨1号线 地铁水西站峻福路、水西路北公交车站   |
| C                                         | 盲道标志 · 升降机标志 · 无障碍通道标志 · 扶手电梯标志 |      | 萝穗直街 | 黄埔有轨1号线 地铁水西站                           |
| D                                         | 扶手电梯标志                                          |      | 水西路   | 水西公交车站（西行）                               |
| E                                         | 盲道标志 · 扶手电梯标志                               |      | 萝穗直街 | 萝馨横街                                           |
| F                                         | 盲道标志 · 升降机标志 · 无障碍通道标志 · 扶手电梯标志 |      | 萝穗直街 |                                                    |
| 註： 設有 \| 設有 \| 設有 \| 設有扶手電梯 |                                                       |      |          |                                                    |

## 接駁交通
水西路设有水西公交车站；此外，乘客还可在此站前往有轨电车的地铁水西站搭乘黄埔有轨电车1号线。
| 有轨电车（地铁水西站） - 黄埔有轨电车1号线 公交线路 \| 编号 \| 编号 \| 线路 \| 线路 \| 线路 \| 收费 \| 备注 \| \| ---- \| ----- \| ------ \| ---- \| -------------------- \| ---- \| ---------------- \| \| \| 366 \| 水西路 \| ⇆ \| 荔湖城 \| 3元 \| 不大于30–60分/班 \| \| \| 夜124 \| 水西路 \| ↻ \| 黄埔低空经济创新中心 \| 3元 \| \| |       |        |      |                      |      |                  |
| 编号 | 编号  | 线路   | 线路 | 线路                 | 收费 | 备注             |
| | 366   | 水西路 | ⇆    | 荔湖城               | 3元  | 不大于30–60分/班 |
| | 夜124 | 水西路 | ↻    | 黄埔低空经济创新中心 | 3元  |                  |

## 历史

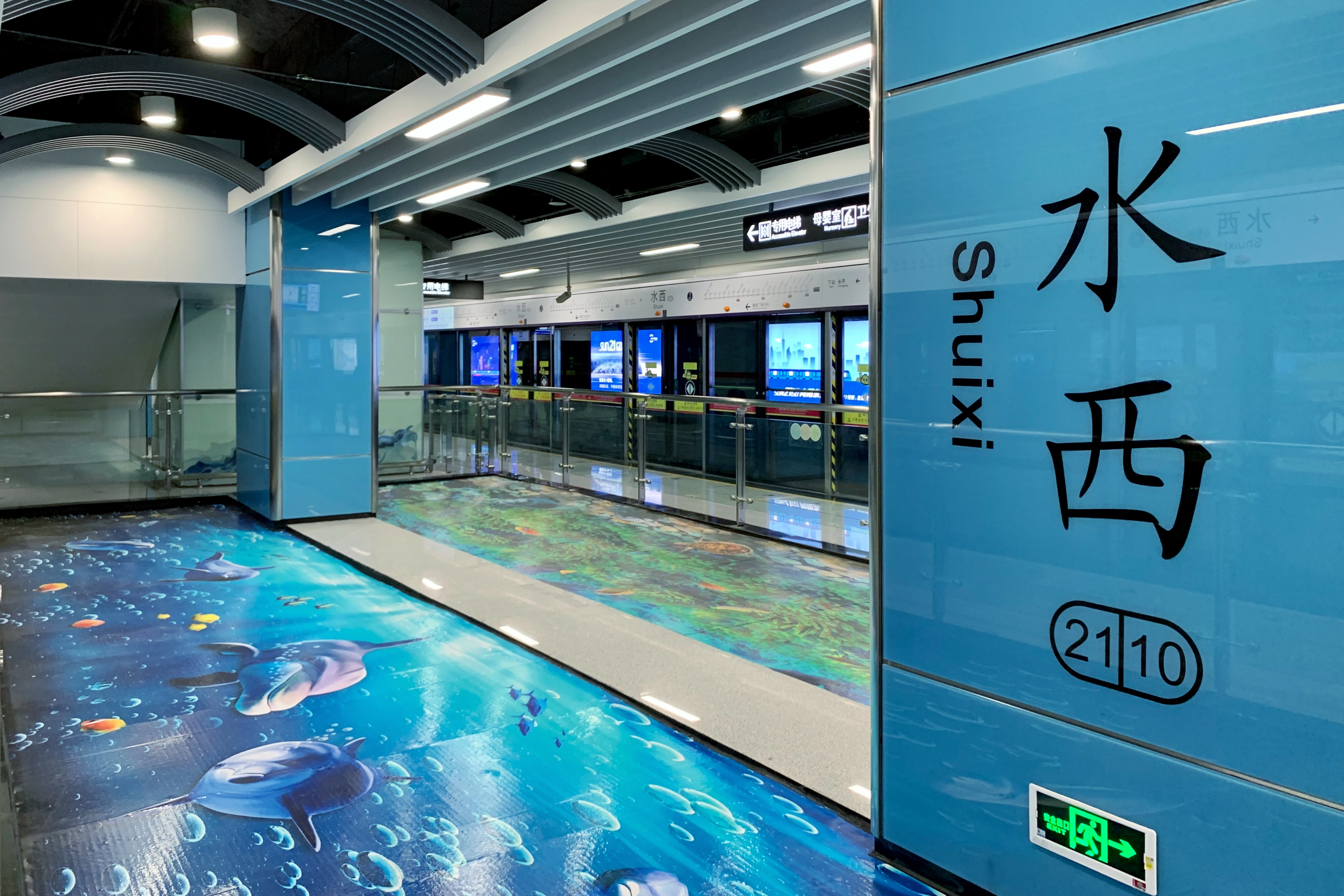
21号线月台预留的换乘平台接口（2019年12月）

水西站原規劃為4號線的北端終點站。2010年年底，原4號線北延段（黃村－水西）被單獨截出，並往兩端延伸，成為21號線。为配合21號線的快線定位，本站一度被取消；后在环评阶段恢复设置，並最終落實興建。
2016年，規劃7號線二期亦延長至水西站為終點站，其後再進一步延伸至水西北站。21號線建設之初並未預留換乘7號線，但於2016年年底更改車站設計，增加與7號線的預留換乘節點。
2019年4月30日，本站21号线部分完成三权移交；同年12月20日，本站随21号线剩余段开通而启用。2022年5月31日，本站D口开通对外服务。为配合七号线二期即将开通，21号线快车自2023年8月29日起增停本站。
7号线车站部分于2019年8月7日进入围护结构施工阶段，2022年9月实现主体结构封顶。
2023年10月，本站7号线车站部分完成三权移交。12月28日12时，车站7号线部分随7号线二期开通运营而正式启用，本站成为换乘车站。